# Donji Tovarnik
Donji Tovarnik (Доњи Товарник) település Szerbiában, a Vajdaságban, a Szerémségi körzetben, Pecsince községben.

## Demográfiai változások
| 1948 | 1953 | 1961 | 1971 | 1981 | 1991 | 2002 |
| ---- | ---- | ---- | ---- | ---- | ---- | ---- |
| 804  | 847  | 1045 | 1099 | 1034 | 1076 | 1016 |